# Supermarine

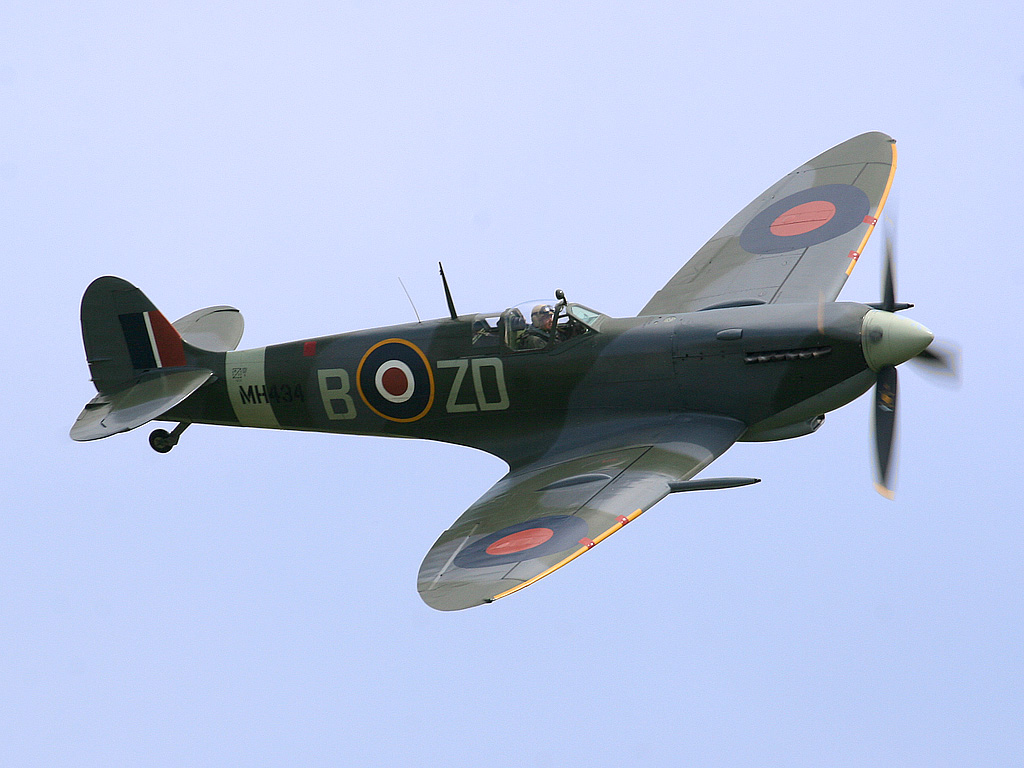
Supermarine Spitfire XVI.

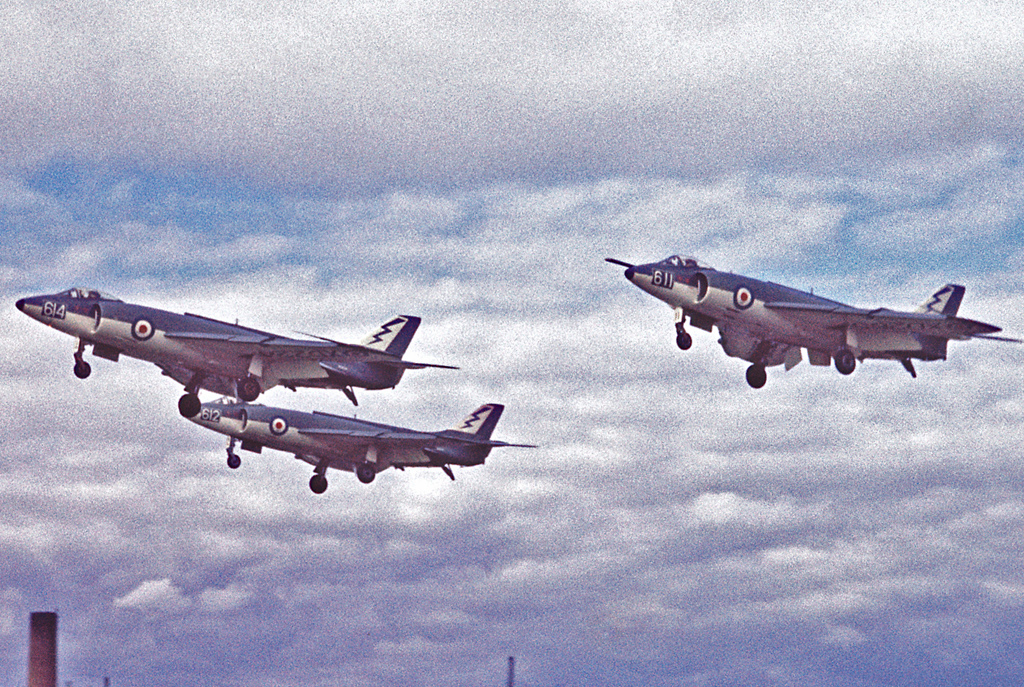
Tre Supermarine Scimitar.

Supermarine Aviation var en brittisk tillverkare av flygplan som bland annat byggde sjöflygplan, flygbåtar och jaktplan. Företaget bildades i Southampton 1913 under namnet Pemberton-Billing Ltd. 1916 bytte företaget ägare och fick det nya namnet Supermarine Aviation Works Ltd. Supermarine blev genom en strukturomvandling i den brittiska flygindustrin 1960 en del av British Aircraft Corporation. I dag ingår Supermarine i BAE Systems.
Företagets mest välkända plan är Spitfire som konstruerades av Reginald Joseph Mitchell.

## Flygplanstyper
- Supermarine Nighthawk, 1917
- Supermarine Baby, 1917
- Supermarine Sea Lion I, 1919
- Supermarine Channel, 1919
- Supermarine Commercial Amphibian, 1920
- Supermarine Sea King, 1920
- Supermarine Seagull, 1921
- Supermarine Seal, 1921
- Supermarine Sea Eagle, 1923
- Supermarine Sea Lion II, 1922
- Supermarine Scarab, 1924
- Supermarine Swan, 1924
- Supermarine Sparrow, 1924
- Supermarine Southampton, 1925
- Supermarine S.4, 1925
- Supermarine S.5, 1927
- Supermarine Sheldrake, 1927
- Supermarine Nanok, 1927
- Supermarine Solent, 1927
- Supermarine Seamew, 1928
- Supermarine S.6, 1929
- Supermarine S.6B, 1931
- Supermarine Air Yacht, 1931
- Supermarine Scapa, 1932
- Supermarine Stranraer, 1932
- Supermarine Walrus, 1933
- Supermarine Spitfire, 1936
- Supermarine Sea Otter, 1938
- Supermarine 322, 1939
- Supermarine Seafire, 1941
- Supermarine Spiteful, 1944
- Supermarine Seafang, 1946
- Supermarine Attacker, 1946
- Supermarine Seagull, 1948
- Supermarine Swift, 1951
- Supermarine Scimitar, 1956